# Feleki Károly
Feleki Károly  (Kolozsvár, 1955. július 8. –) erdélyi magyar fotóművész, egyetemi tanár.

## Életpályája
1974-ben érettségizett a kolozsvári művészeti líceumban. 1974–1976 között a bukaresti Nicolae Grigorescu Képzőművészeti Főiskola hallgatója volt, majd tanulmányait a kolozsvári Ion Andreescu Képzőművészeti Főiskola formatervezési szakán folytatta, és 1978-ban végezte el. 1979-ben művészbútor-tervezés szakosodást szerzett. A kolozsvári Képzőművészeti és Formatervezési Egyetemen doktorált 2006-ban, és ugyanonnan ment nyugdíjba egyetemi tanárként.
Részt vállalt az egyetem fejlesztési stratégiájának a kidolgozásában. Több didaktikai és adminisztratív beosztást is vállalt (a fotó, videó, számítógépes képfeldolgozás szak vezetője, egyetemi kancellár, szenátustag, egyetemi bizottságok tagja). Három nemzetközi és romániai elnyert kutatási program felelőse. Több romániai és nemzetközi berendezéstervezési kiállítás és vásár résztvevője. Tizenöt kortárs fotó- és művészeti kiállítás szervezője, több mint 60 romániai és több mint 15 nemzetközi fotókiállítás résztvevője. Ezen kívül harminckét egyéni kiállítása volt.  Művészműhelyek  és alkotótáborok szervezője és résztvevője. Számtalan könyv illusztrátora és borítótervezője.
Több tanulmányt közölt szakmai folyóiratokban, és részt vett tudományos konferenciákon. Szakmai bizottságok és zsűrik tagja.
„Feleki Károly Hóstát 1979–1984 című, a Minerva-ház Cs. Gyimesi Éva termében január 16-án  megnyílt, és e hónap végéig megtekinthető kiállításának négy évtizeddel ezelőtt készült fotóit az a látogató, aki a hóstáti földészcsaládok egykori világát, kultúráját és életét ismerte, könnyű  szívvel nem képes végignézni. Ezt a kultúrát ugyanis, ezeket a sajátos kolozsvári mikroközösségeket, amelyek városunknak párját ritkító színfoltokat kölcsönöztek, a szocializmus  térfoglalásban érdekelt erőinek buldózerei végérvényesen éppen a kiállítás címében szereplő években semmisítettek meg. [...]
Feleki Károly hóstáti fényképei a múlt századi szociofotózás remekművei. Kérem, szeressék  és  tiszteljék  őket,  és  fontosságukat a következő generációkban is tudatosítsák.”
Tibori Szabó Zoltán

## Könyvei
- Spiritul locului/Rezervația. (társszerző Dorel Găină). Editura Mega, Cluj-Napoca, 2012 ISBN 978-606-543-207-9 (román nyelven)
- A hívó szó és a vandál, Komp-Press Kiadó, Kolozsvár, 2010, ISBN 978-973-1960-24-1
- Trialog, Actualitatea fotograflei alb-negru. (társszerzők: Dorel Găina Gerendi, Eugen Savinescu), Editura Mega, Cluj-Napoca, 2009, ISBN 978-973-1868-98-1  (román nyelven)
- Bazele fotografiei argentice, Editura Mega, Cluj-Napoca, 2009, ISBN 978-606-543-014-3 (román nyelven)
- Bazele fotografiei, Editura Melenti, Cluj-Napoca, 2001, ISBN 973-99539-8-0 (román nyelven)

## Díjak, elismerések
Huszonegy romániai szakmai díj tulajdonosa. Tagja a Romániai Képzőművészek Szövetségének, tiszteletbeli tagja a kolozsvári egyetem fotóklubjának, valamint a nagyváradi CFNO fotóklubnak (Clubului Fotografic Nufărul din Oradea – Nagyváradi Tavirózsa Fotóklub)

## Képgaléria

### A Hóstát lerombolása, 1979–1984

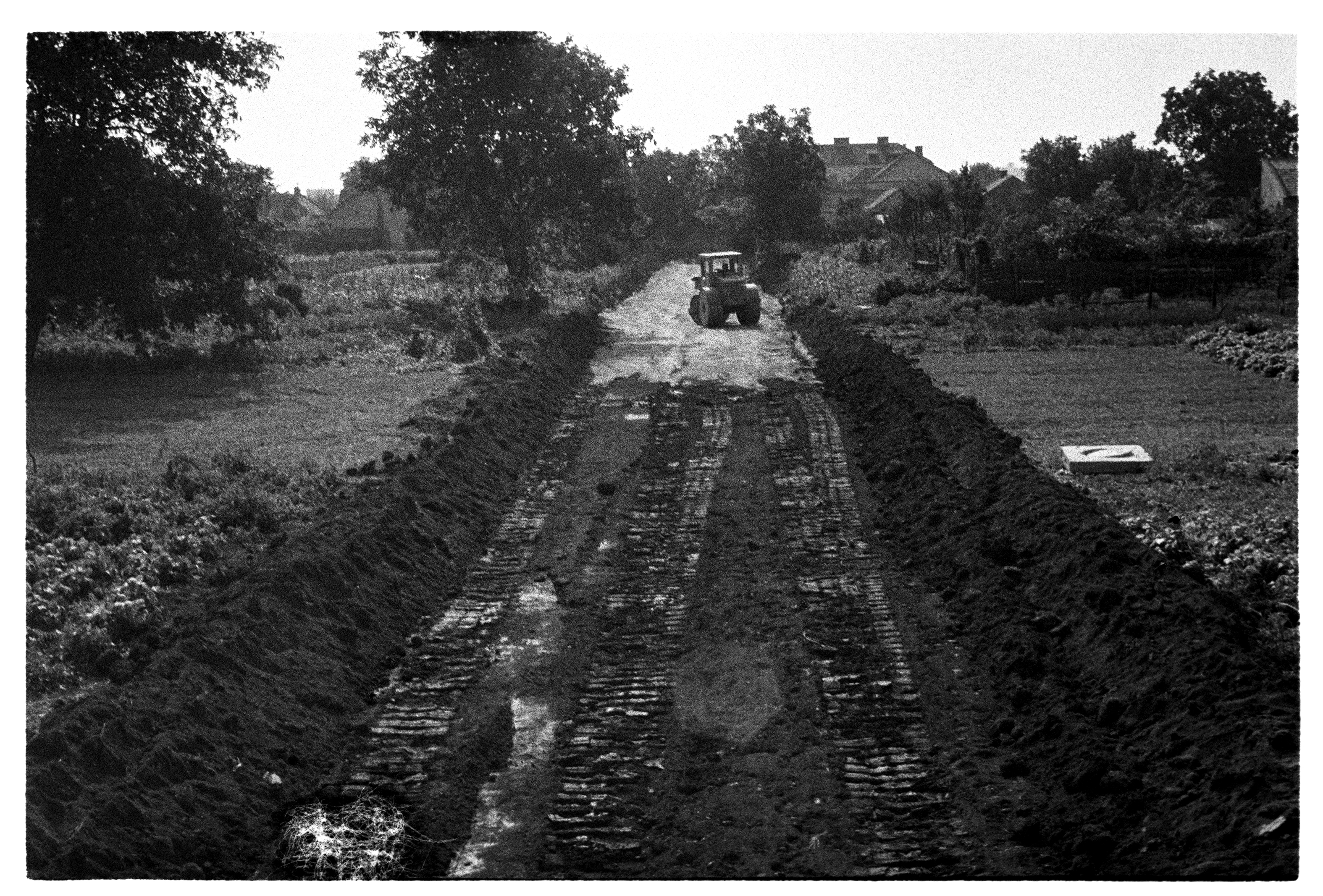
Pillangó telep (Orbán Balázs/Actorului utca)
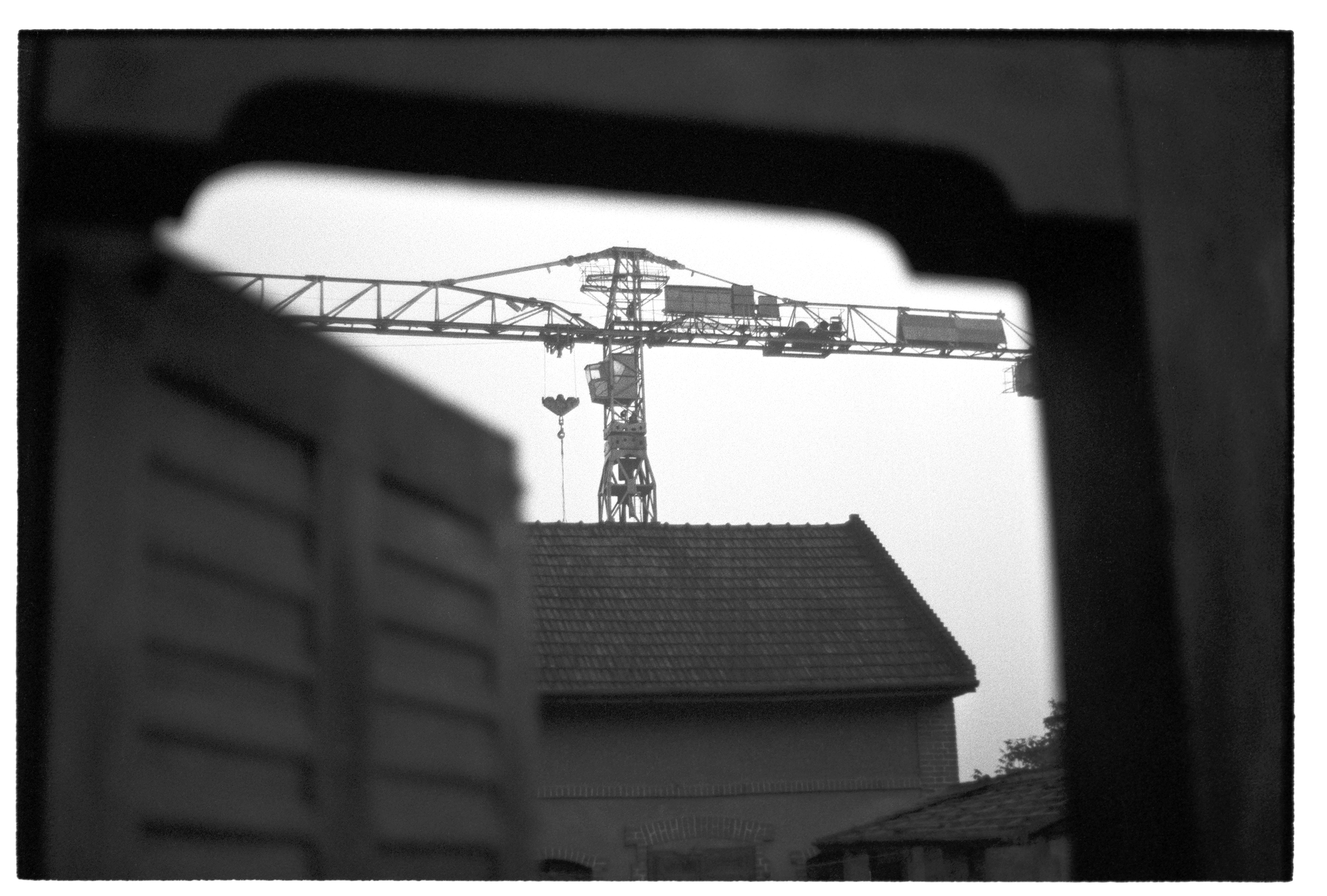
Cukorgyár utca
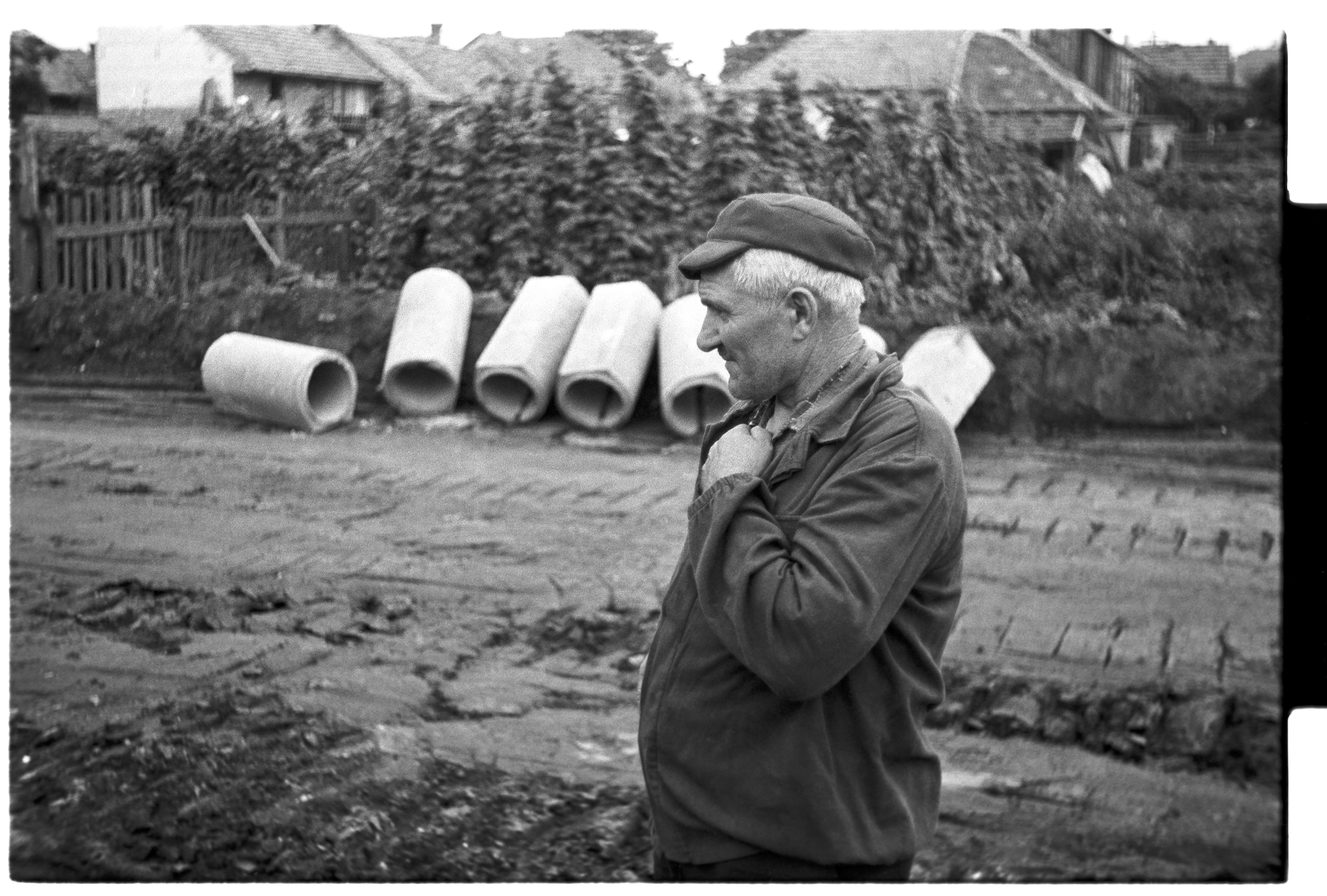
Pillangó telep, Orbán Balázs/Actorului utca, Szabó József
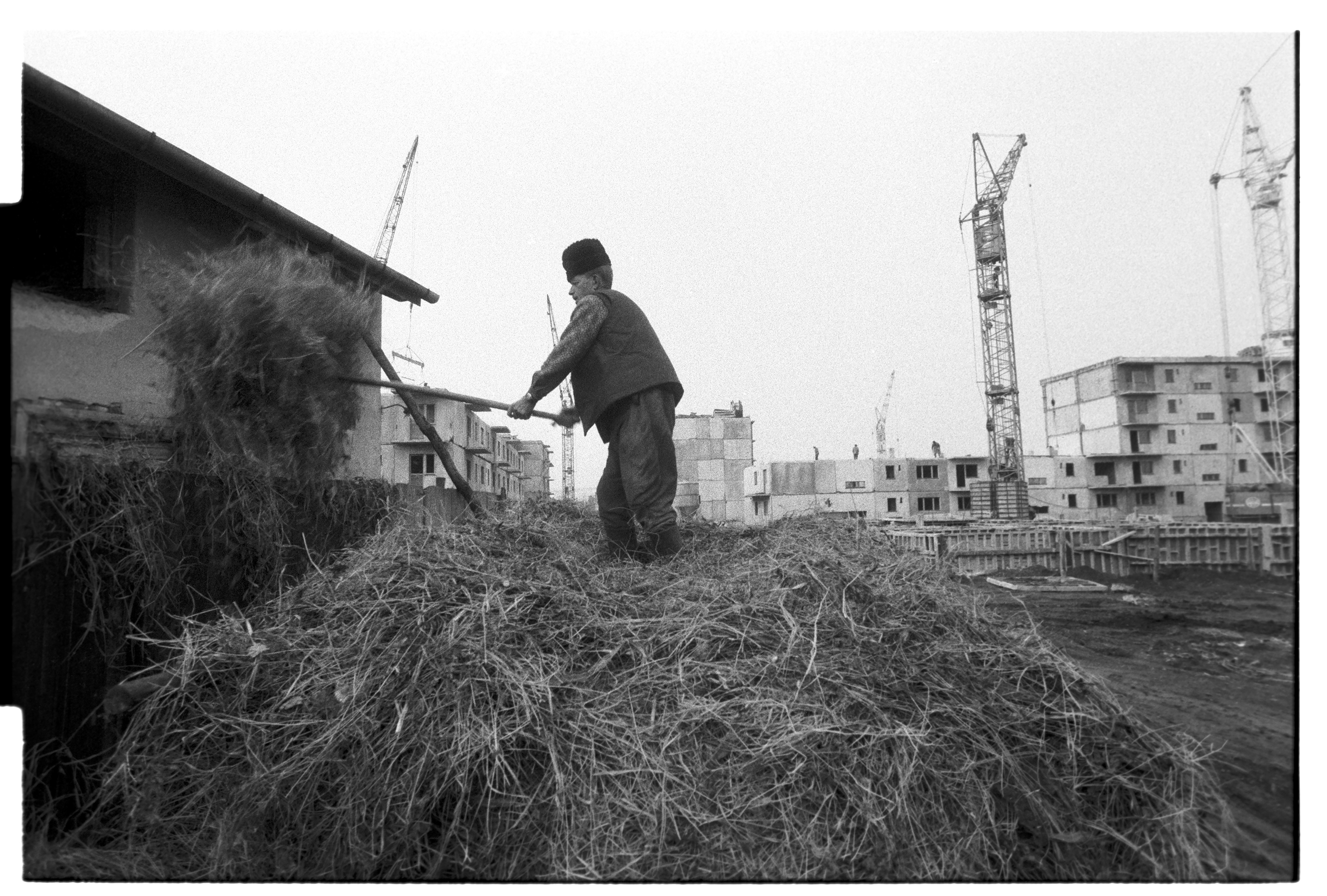
Pata utca, Szilágyi József
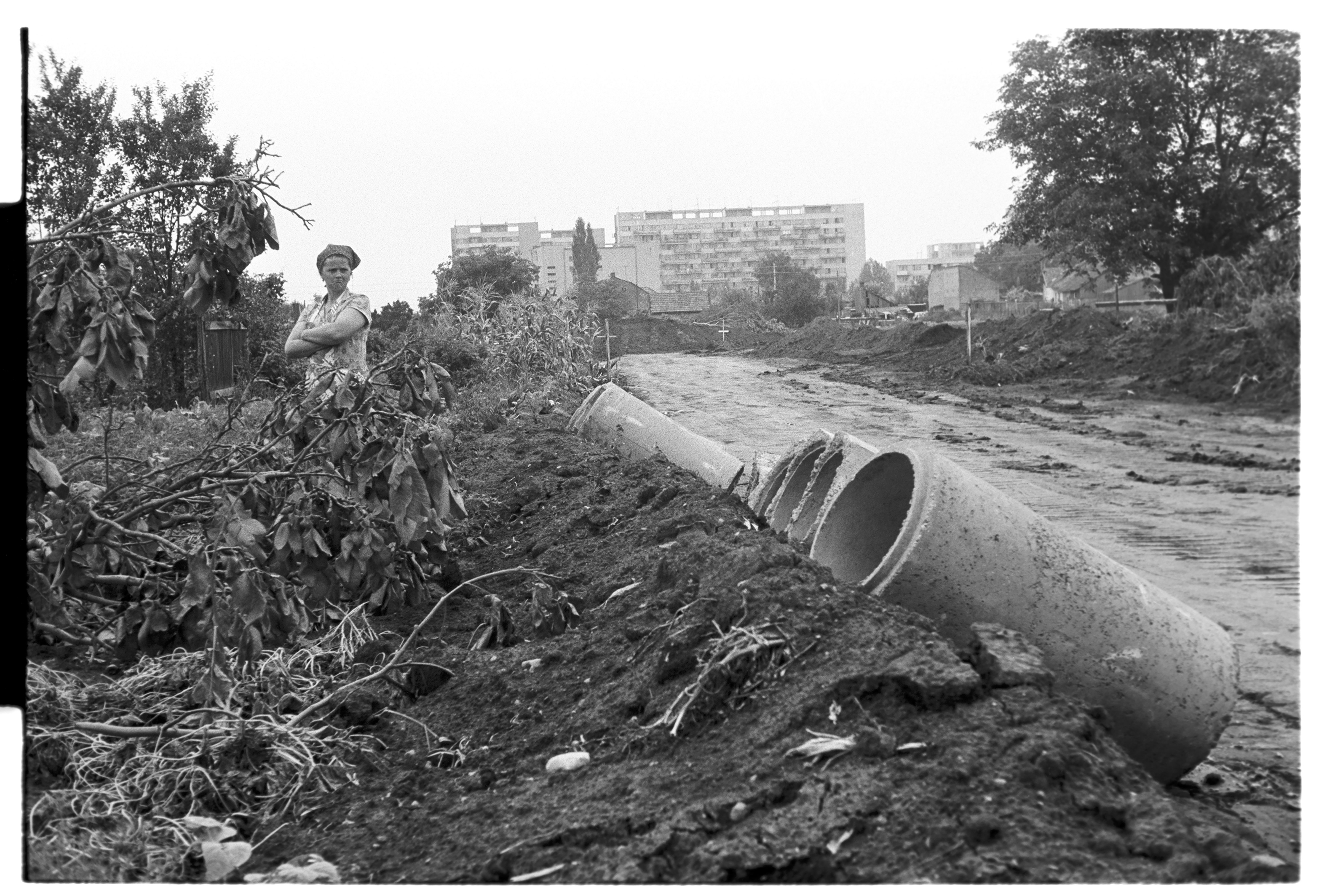
Pillangó telep, Orbán Balázs/Actorului utca, Szabó Zsuzsanna
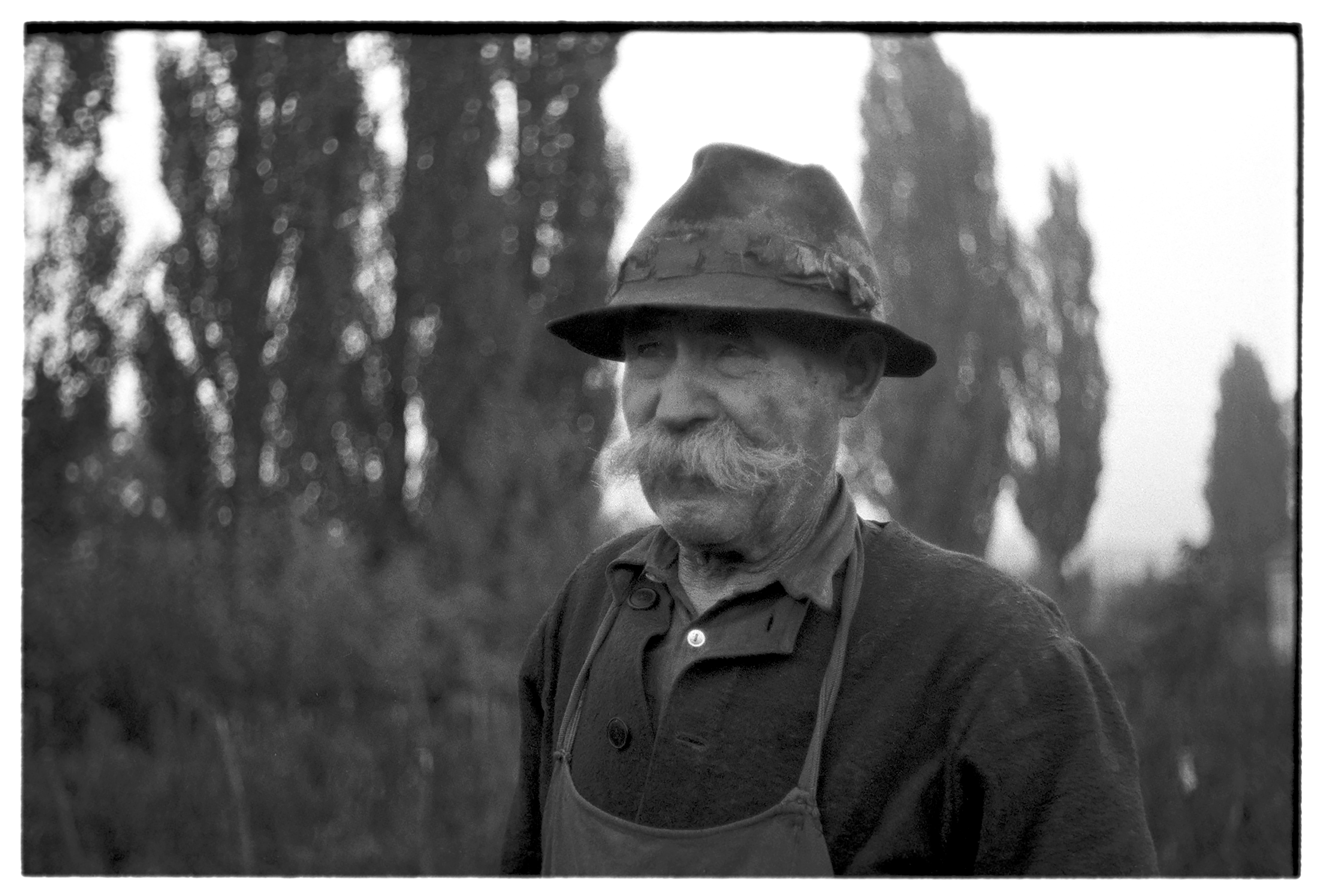
Cukorgyár utca, Butyka József
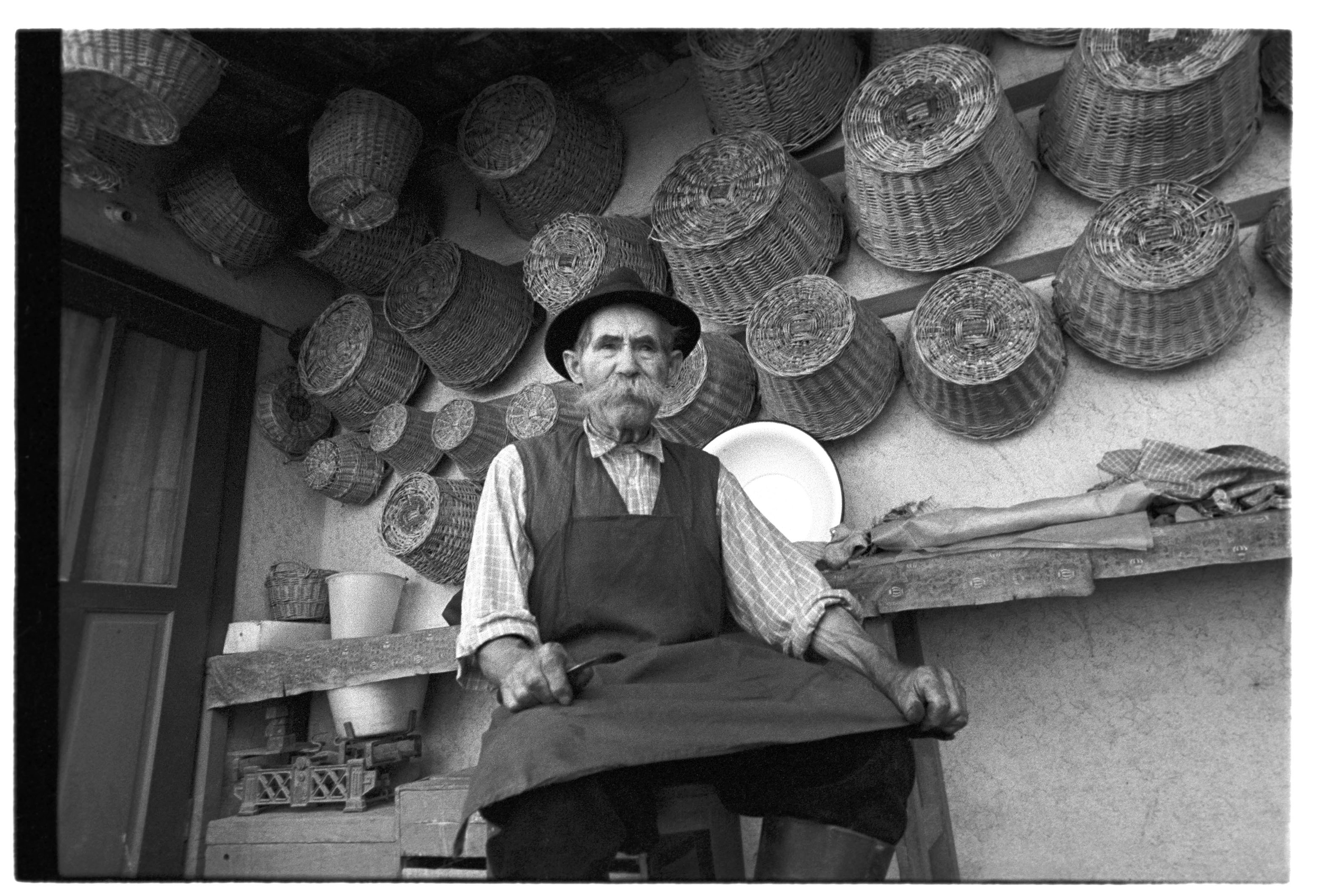
Cukorgyár utca, Butyka József
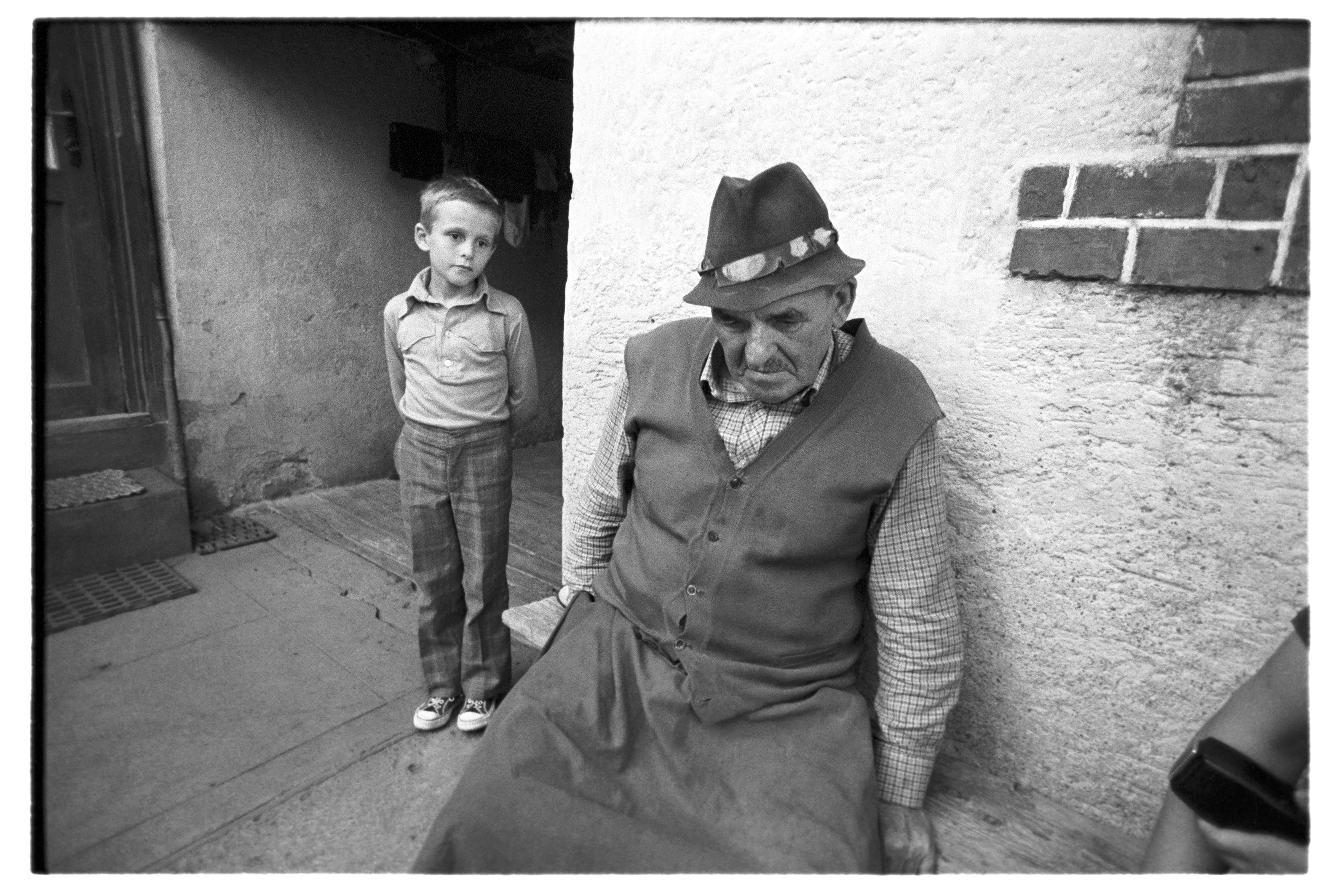
Cukorgyár utca, Szabó József és unokája

### A hely szellemisége

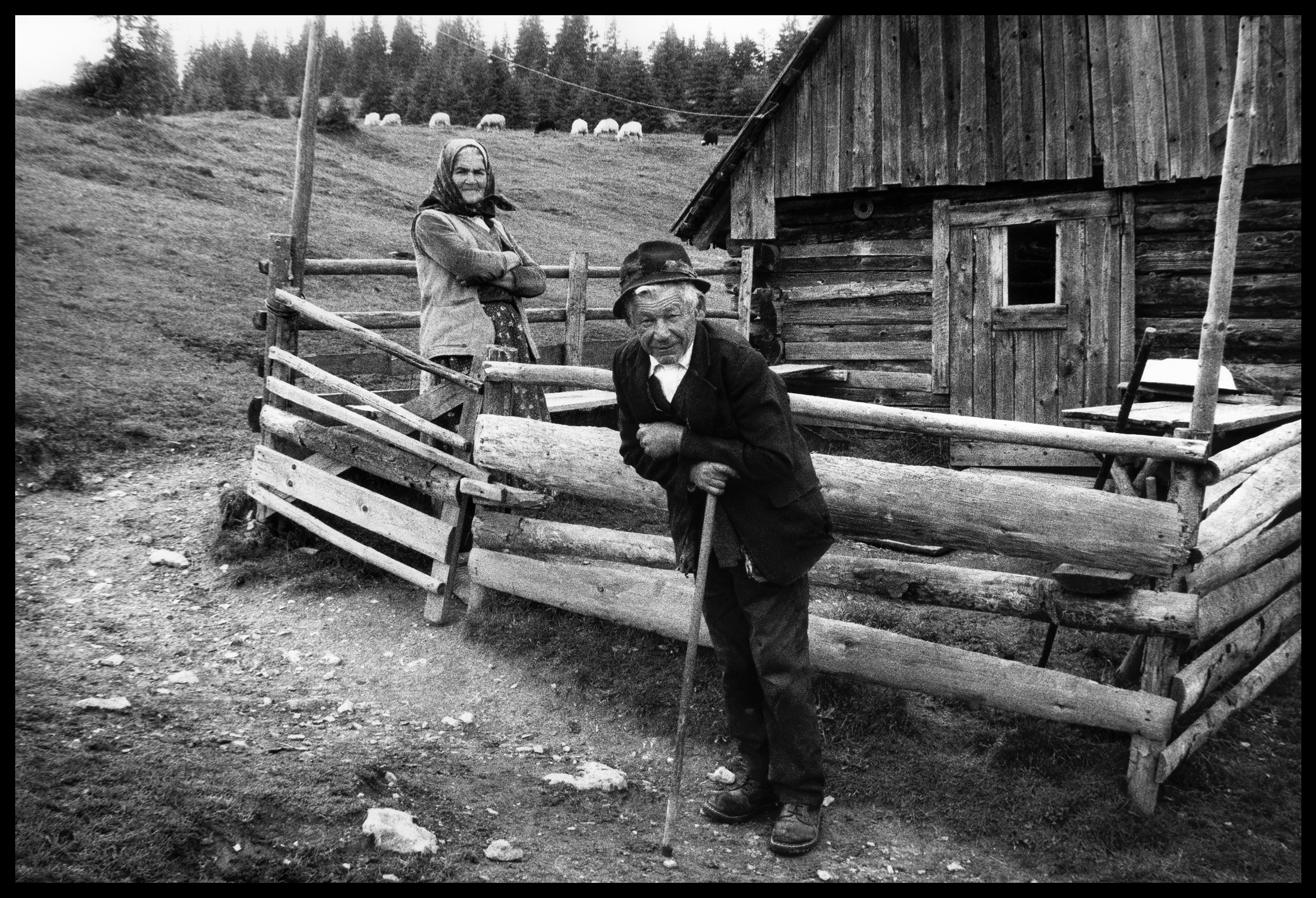
Egyensúlyban
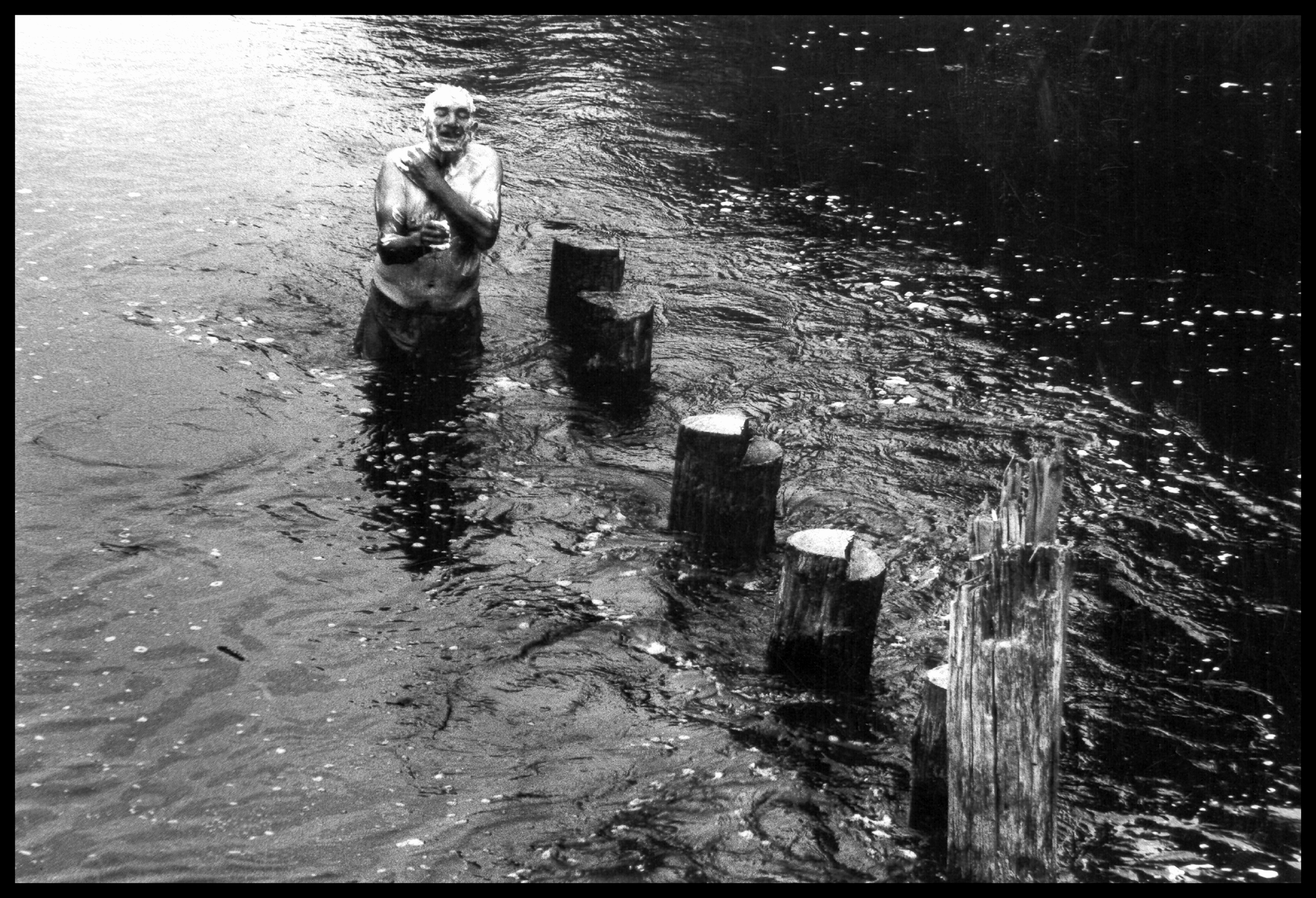
Fürdőzés
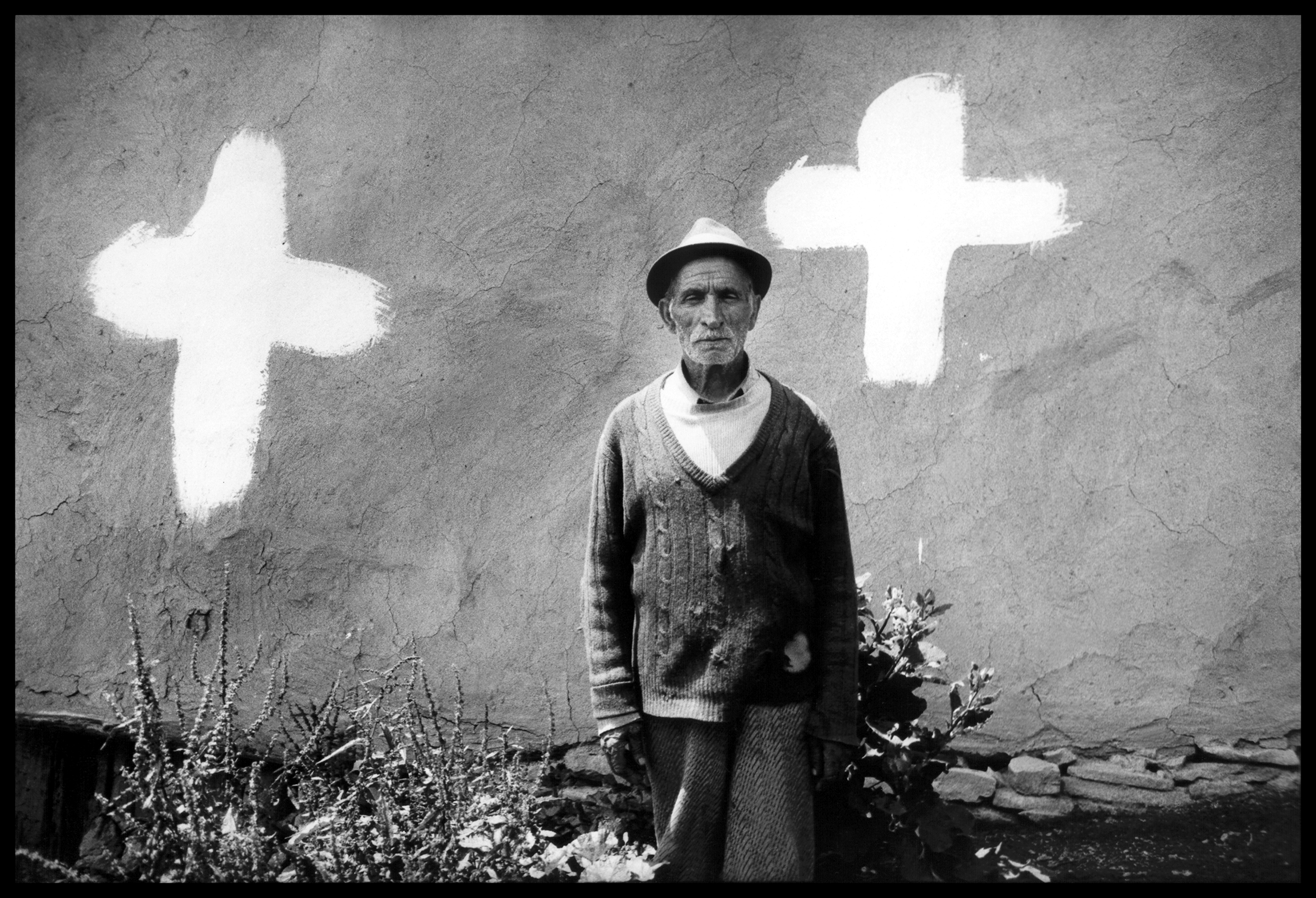
Két lélek
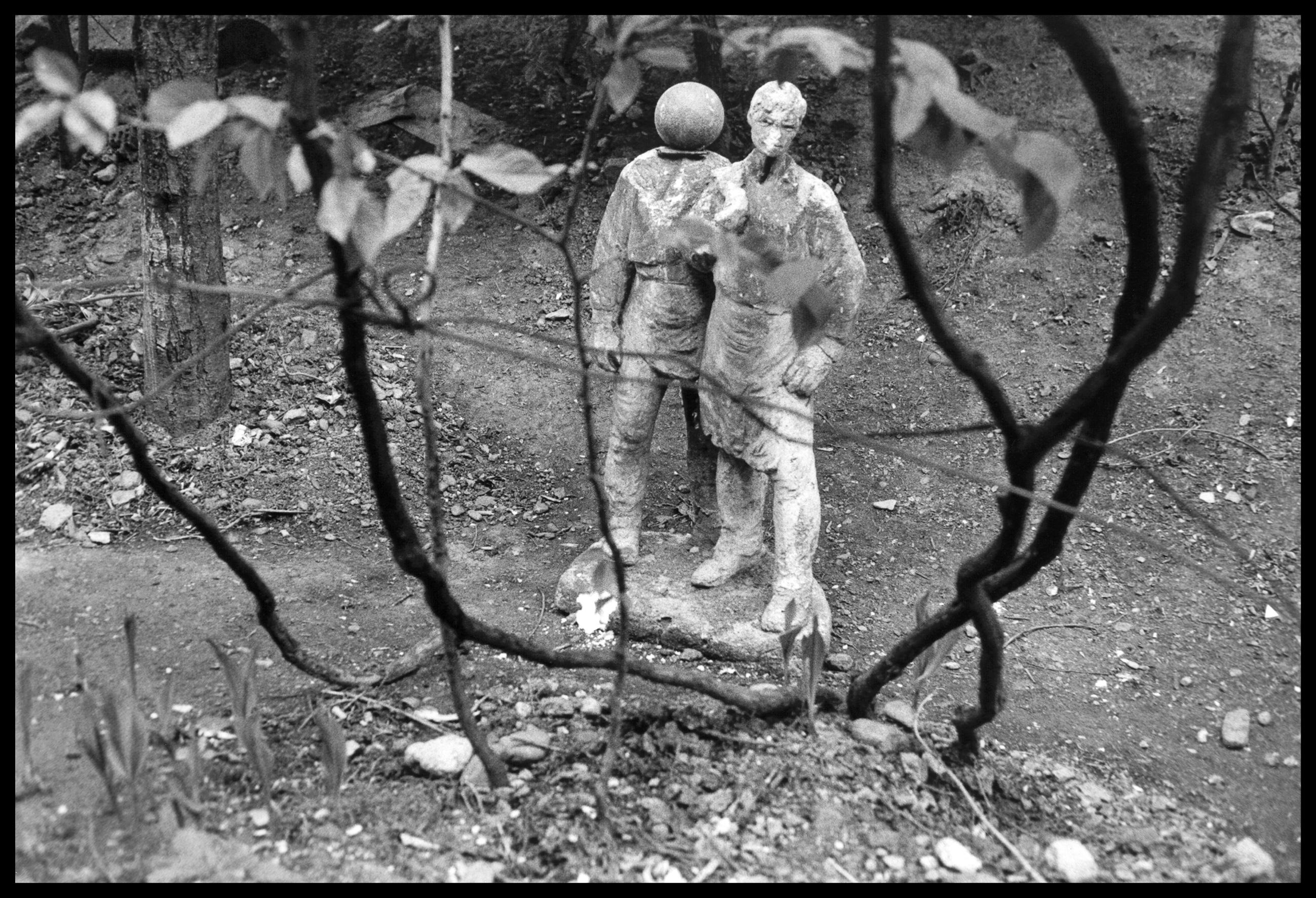
Munkásszobor
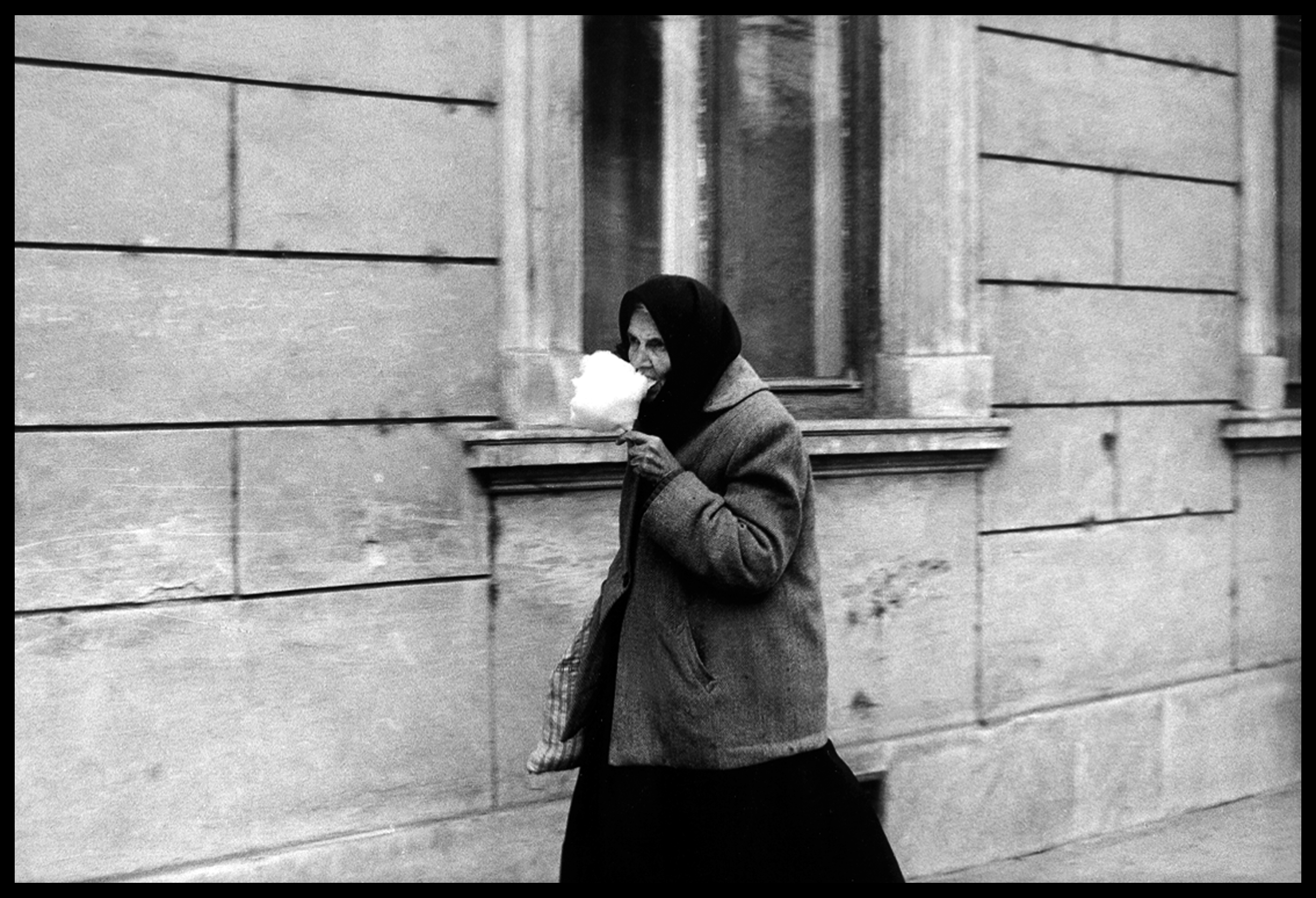
Nyalogatás
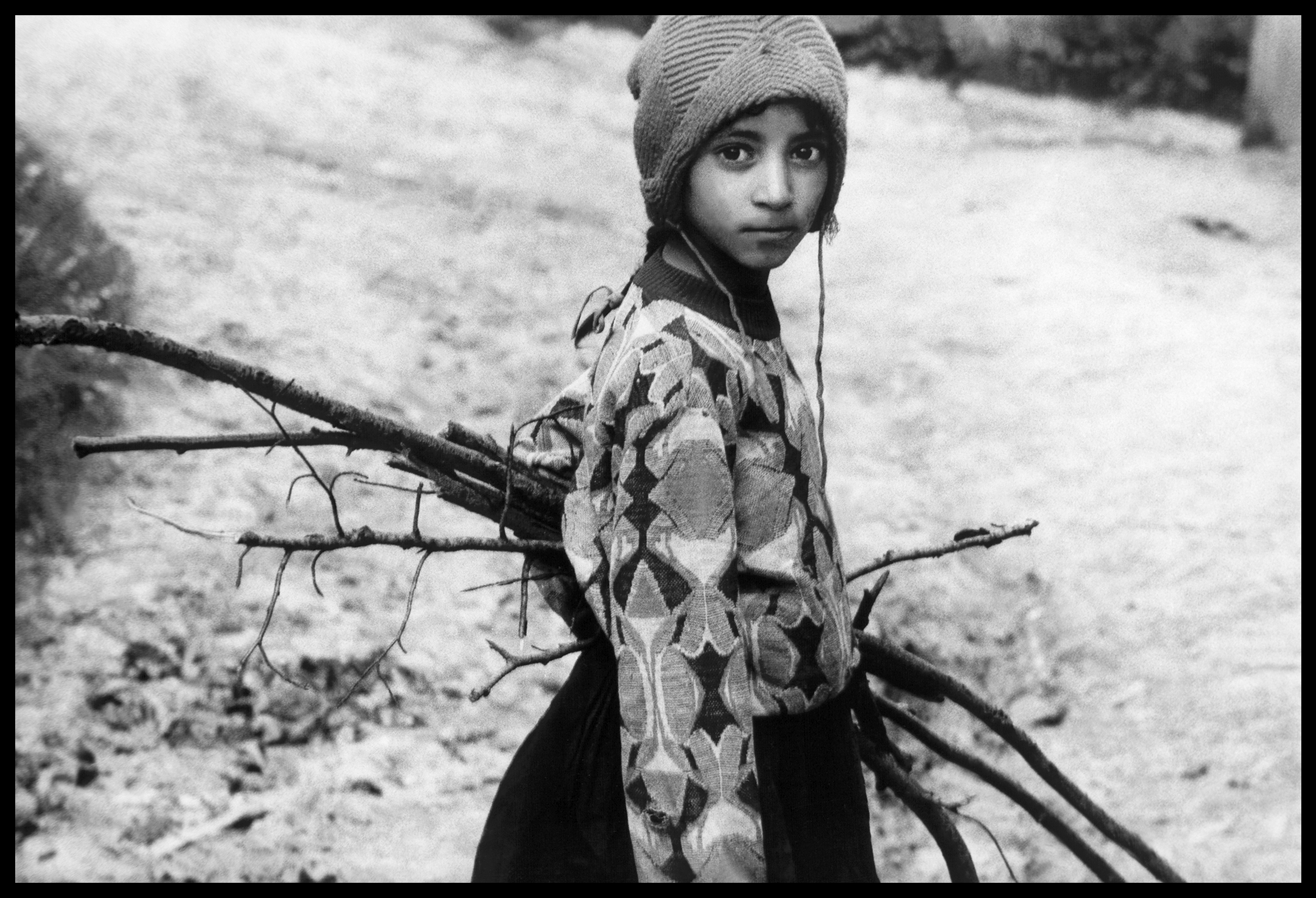
Rőzsétgyűjtő kislány
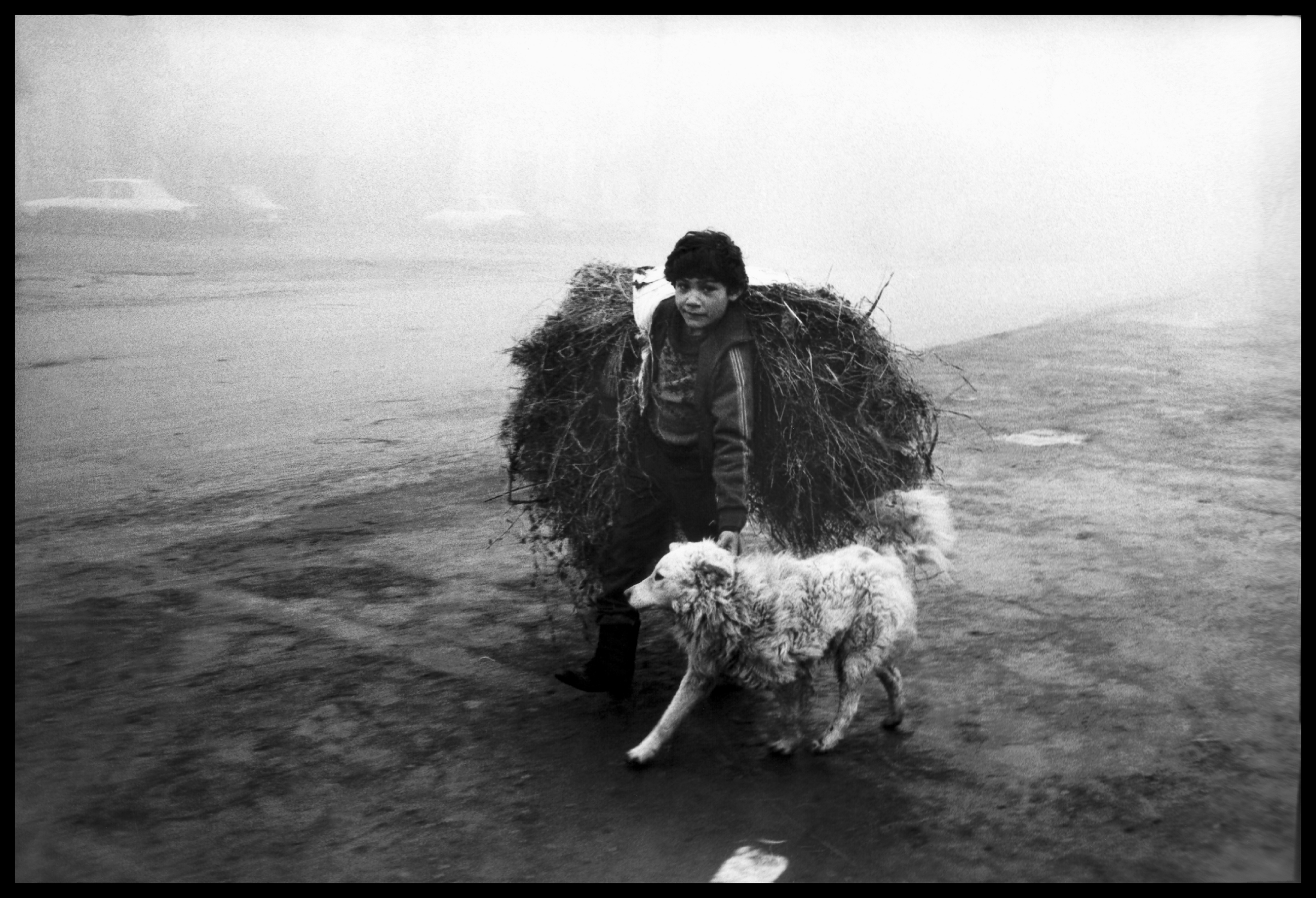
Szénahordás
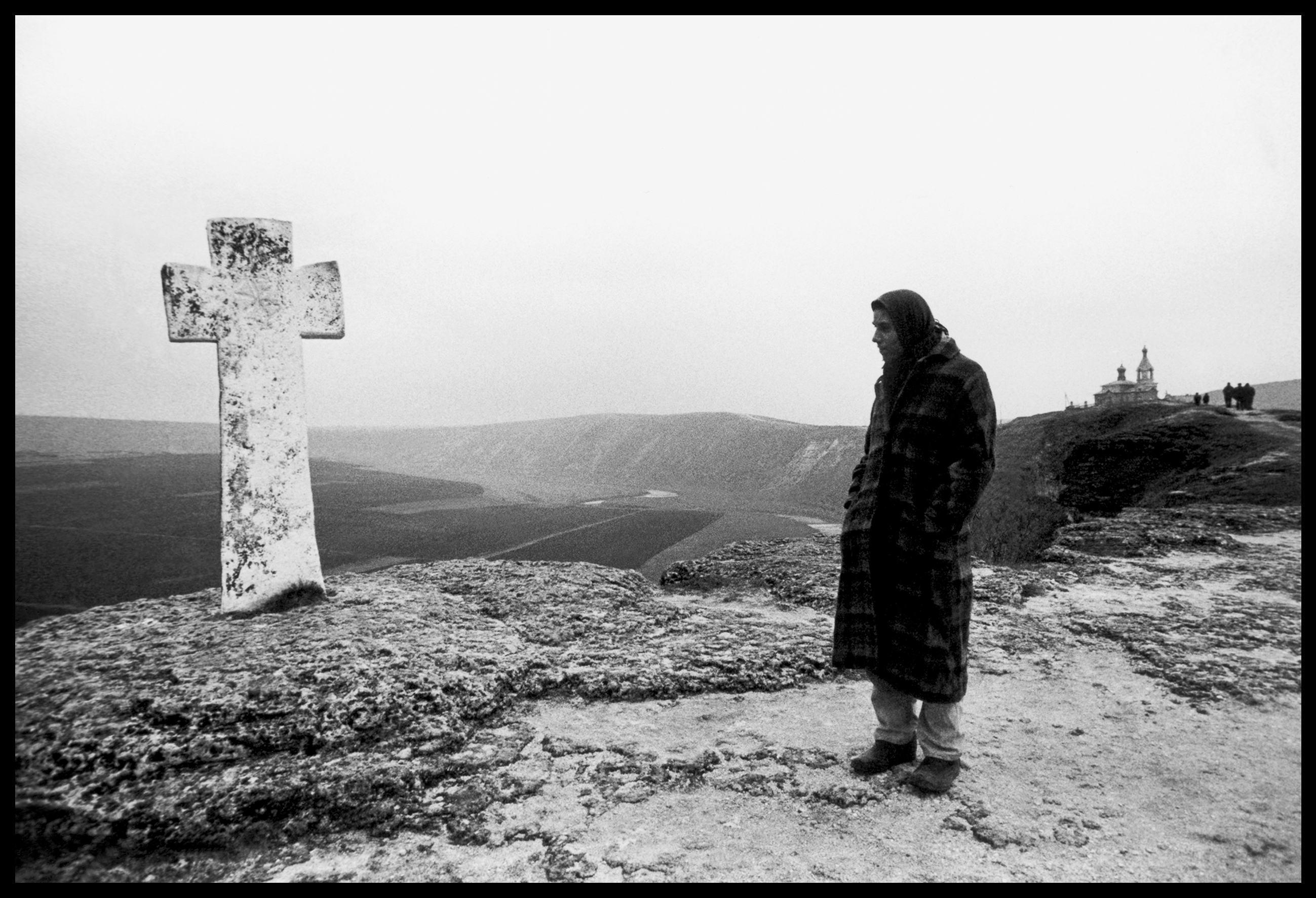
Találkozás

### Harcias plakátok

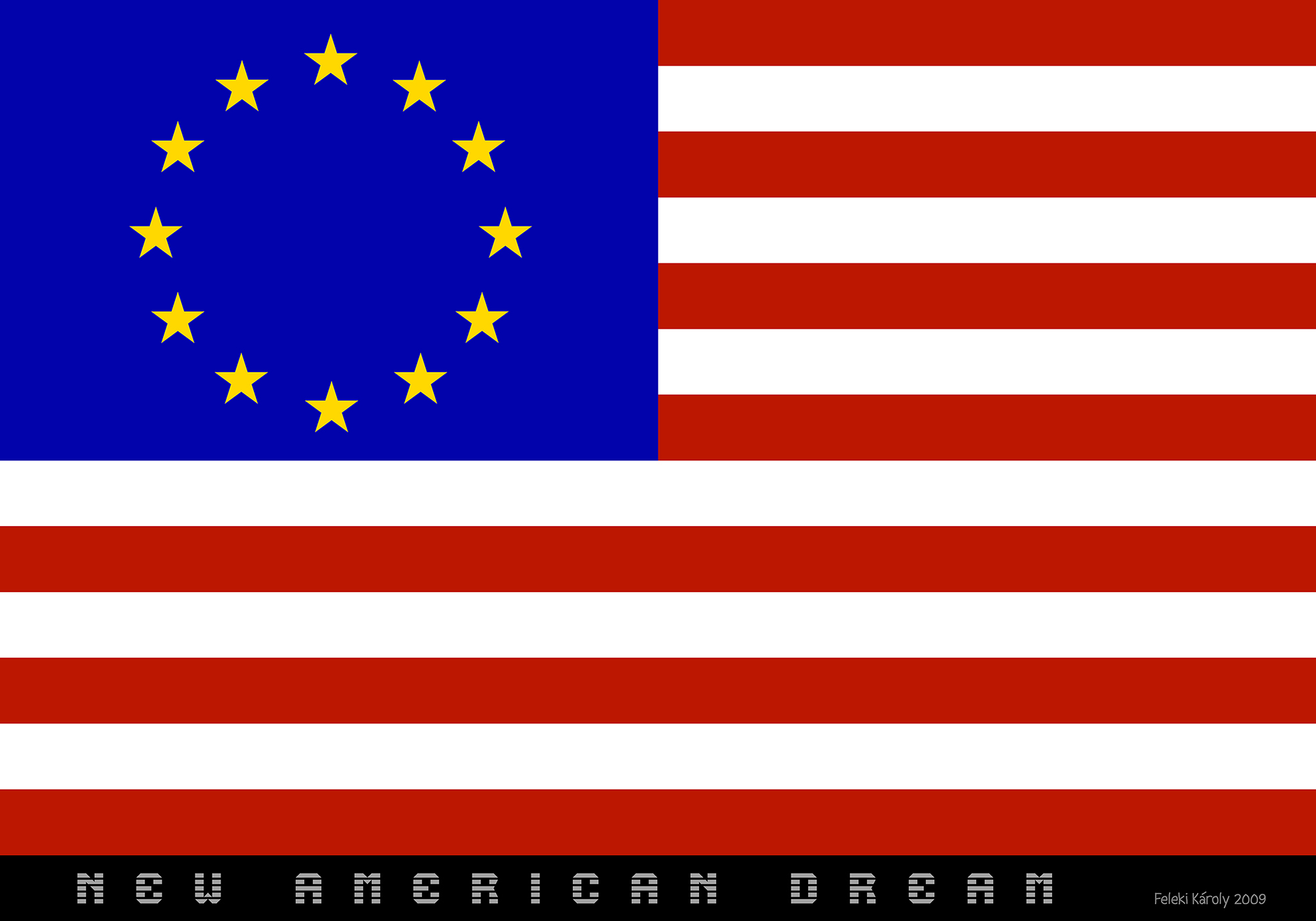
Új amerikai álom, 2009
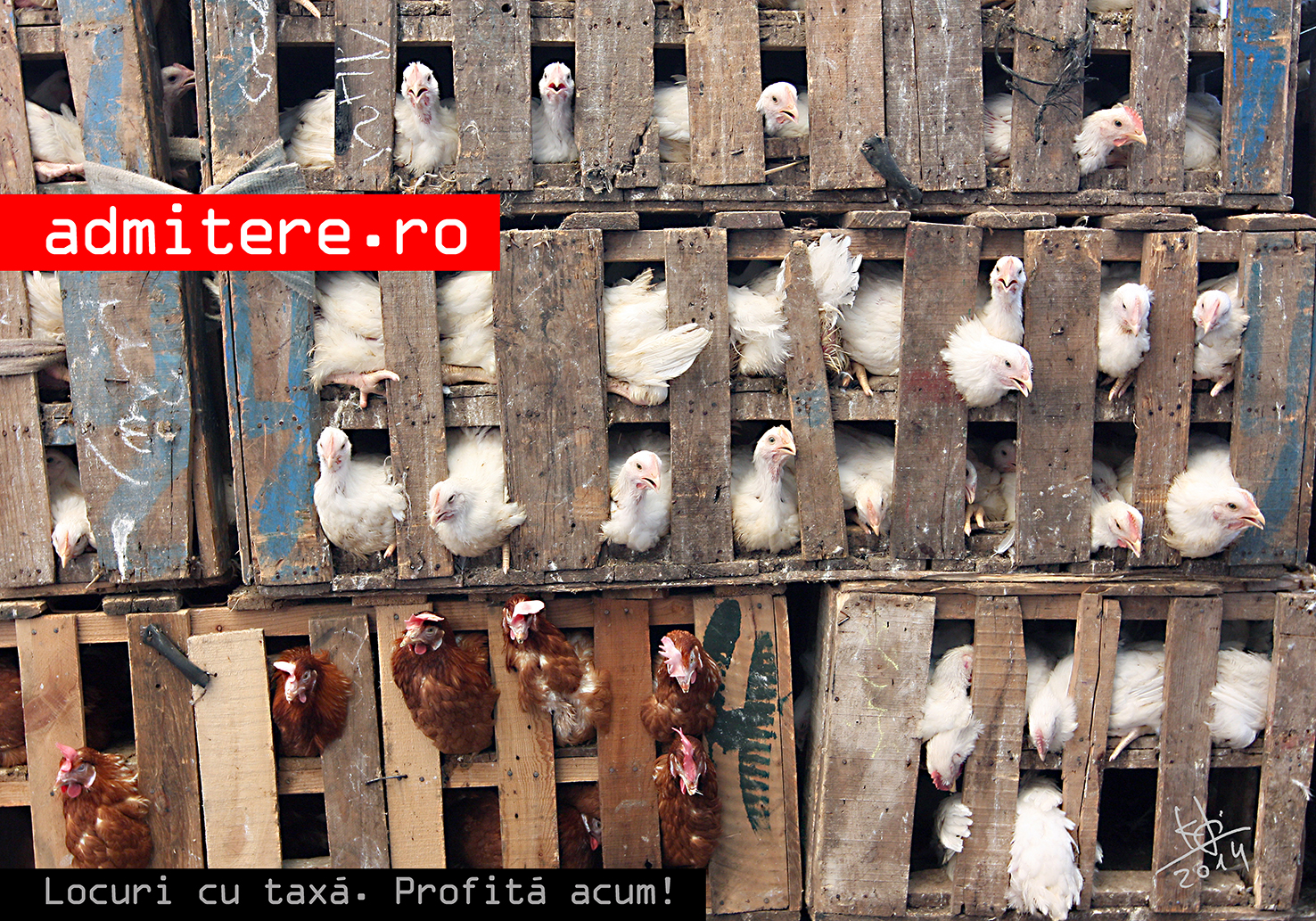
Felvételi, 2014
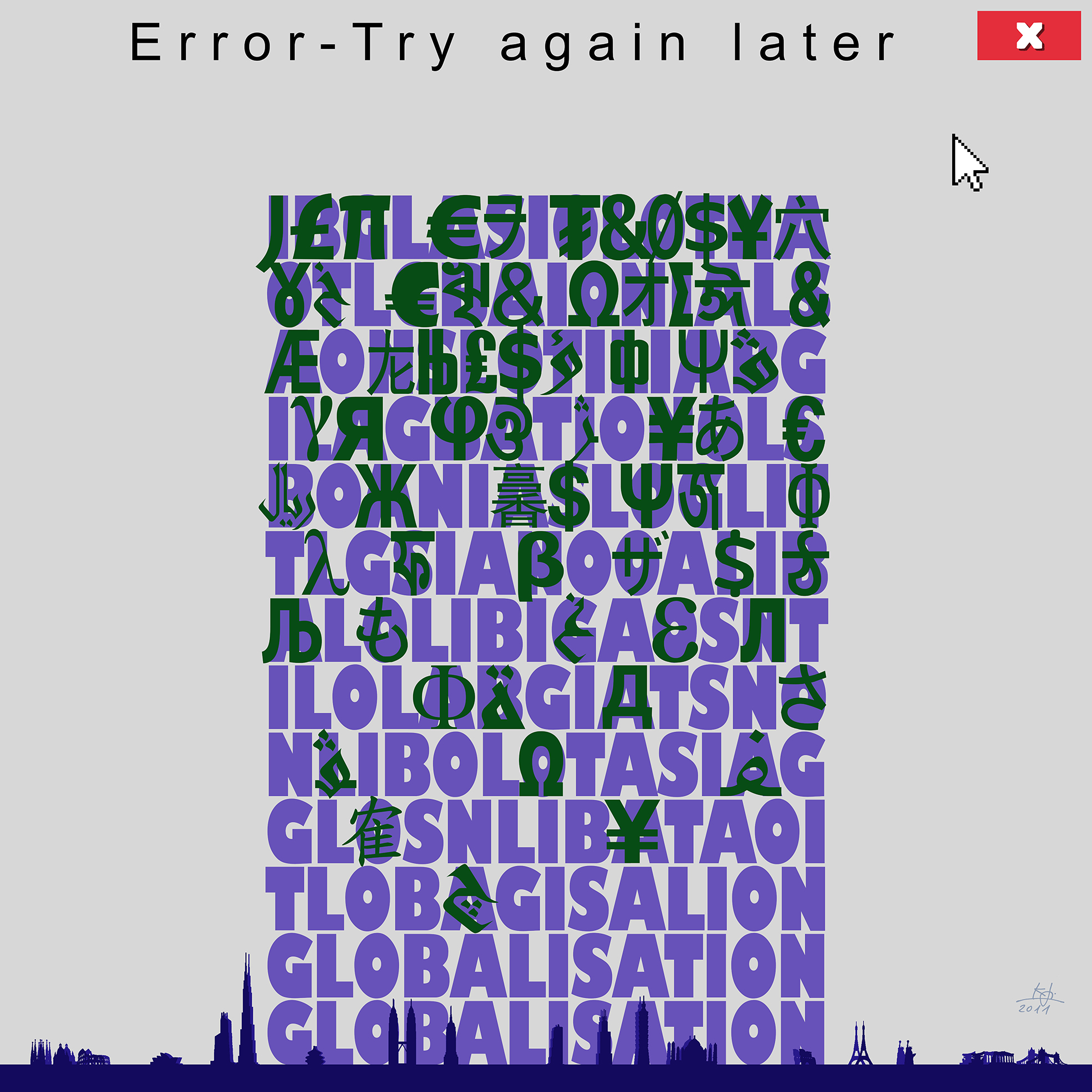
Globalizáció - Bábel tornya, 2011
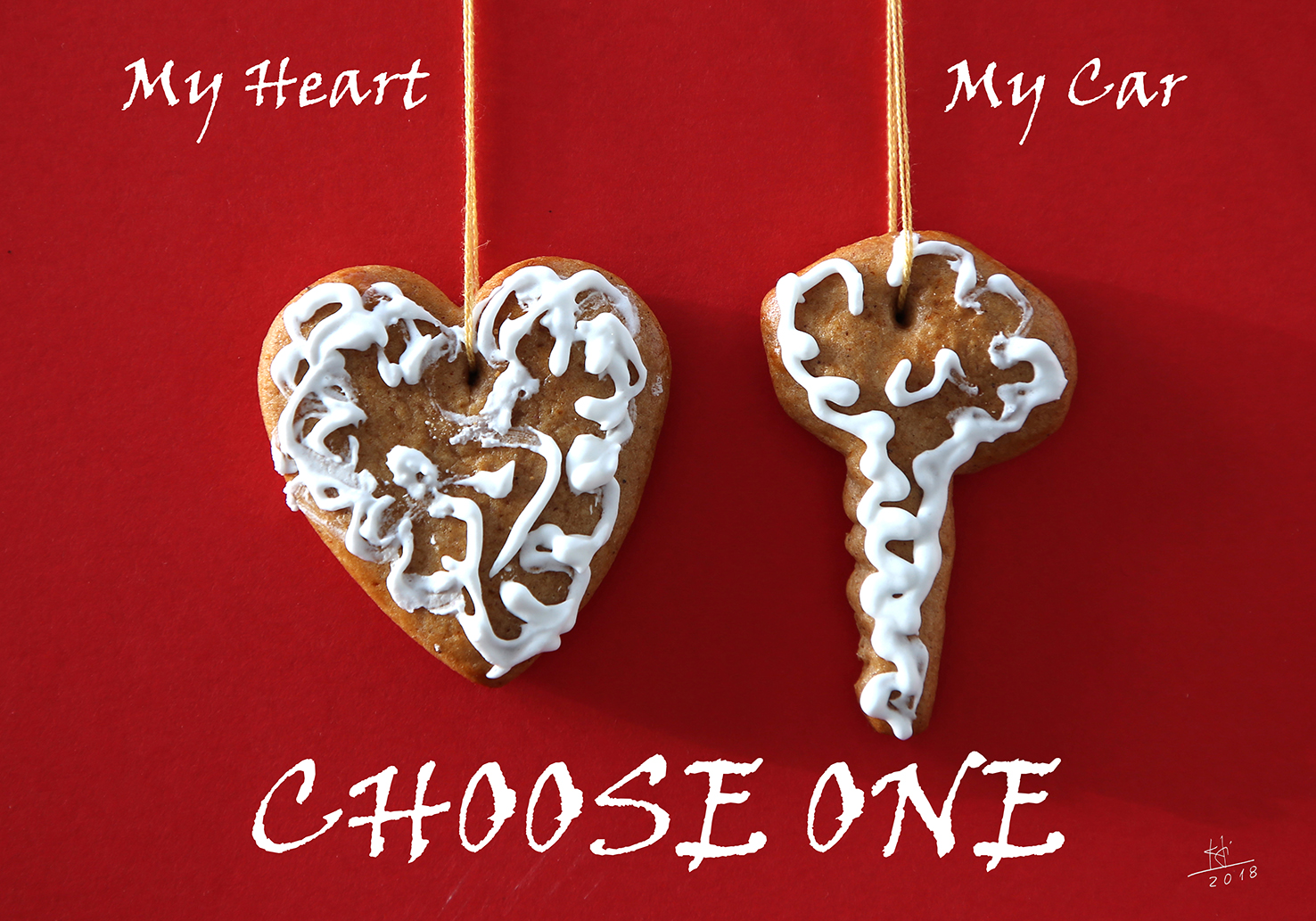
Karácsonyi díszek, 2018
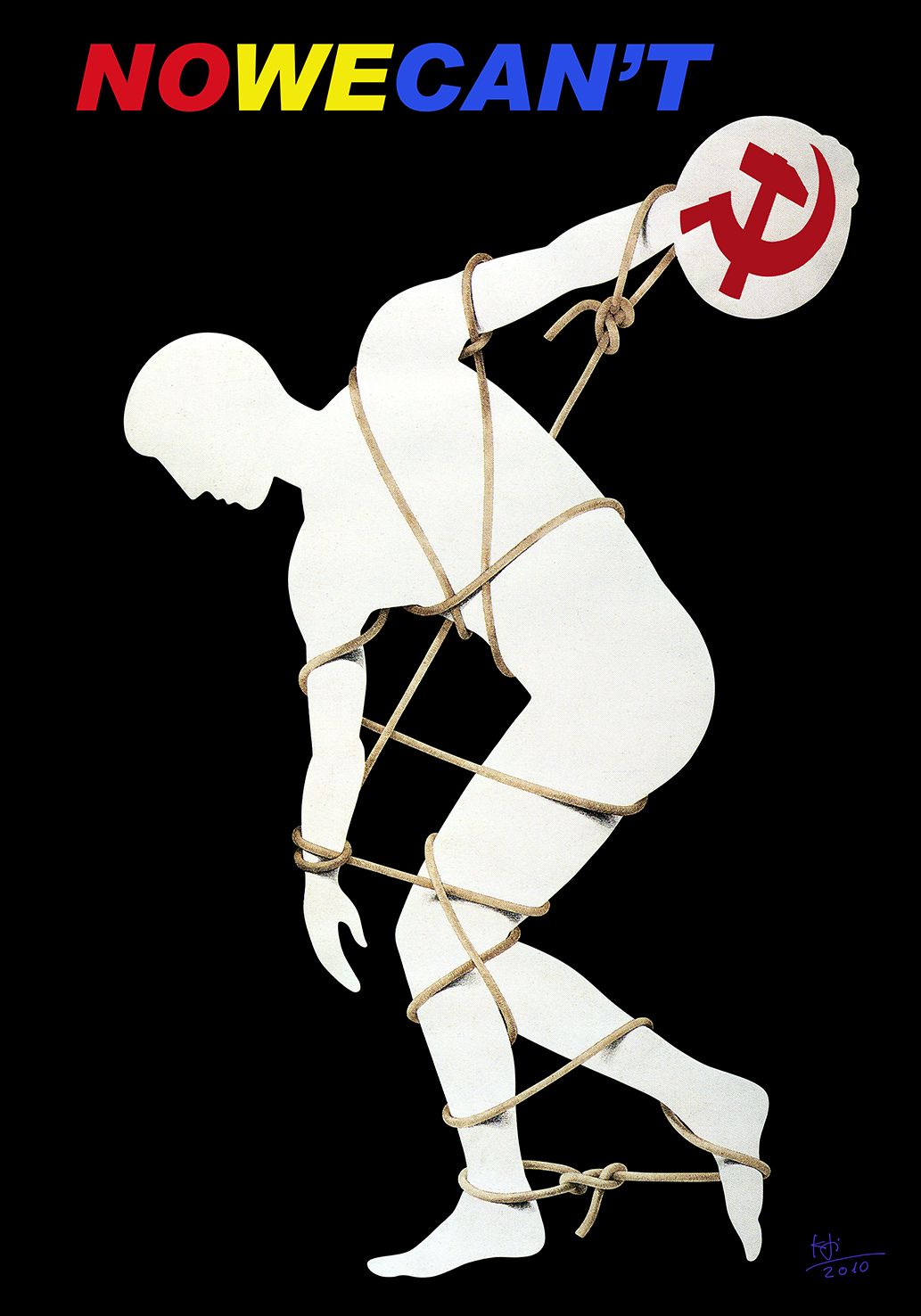
Kelet-Európai diszkoszvető, 1990
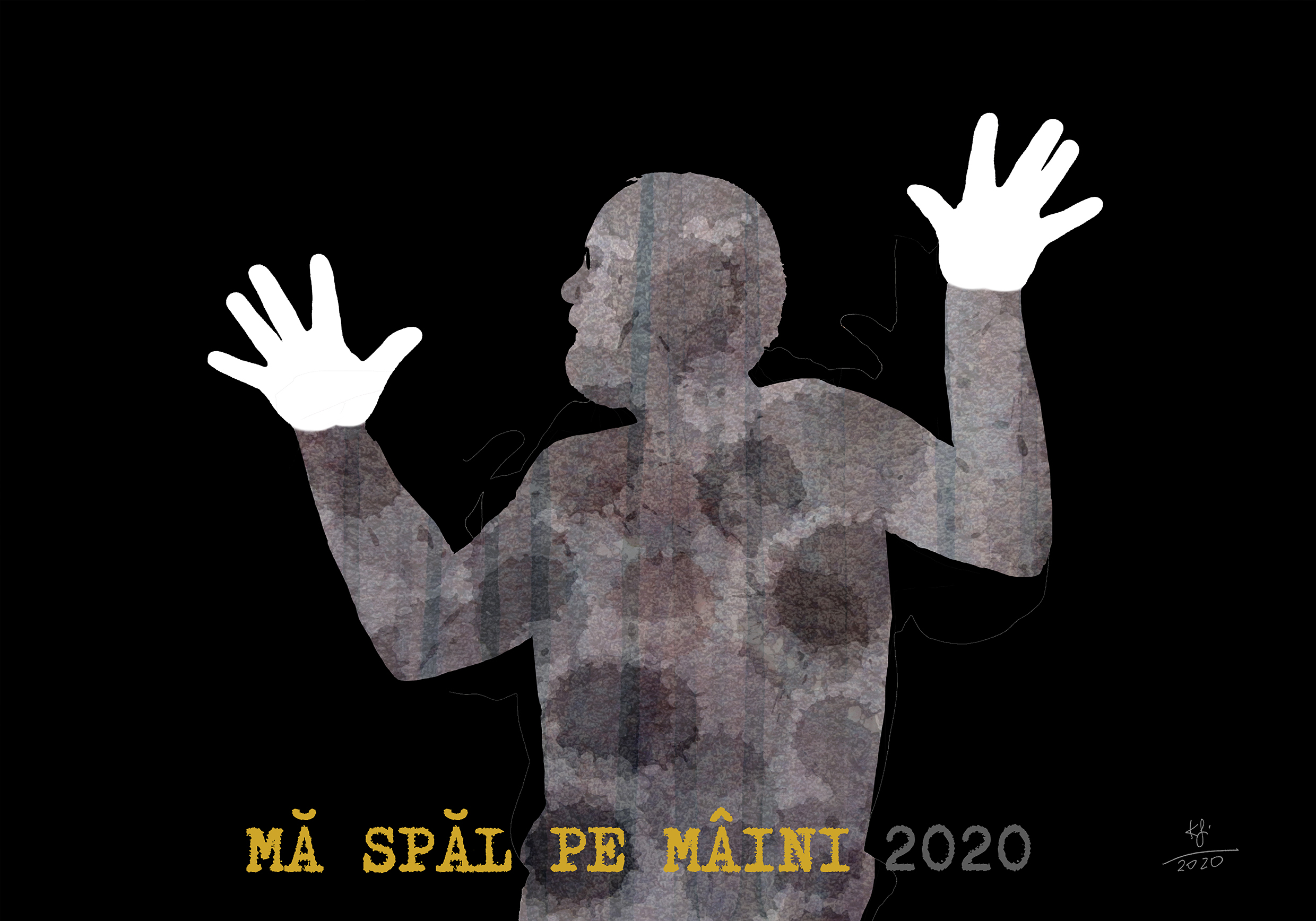
Mosom kezeim, 2020
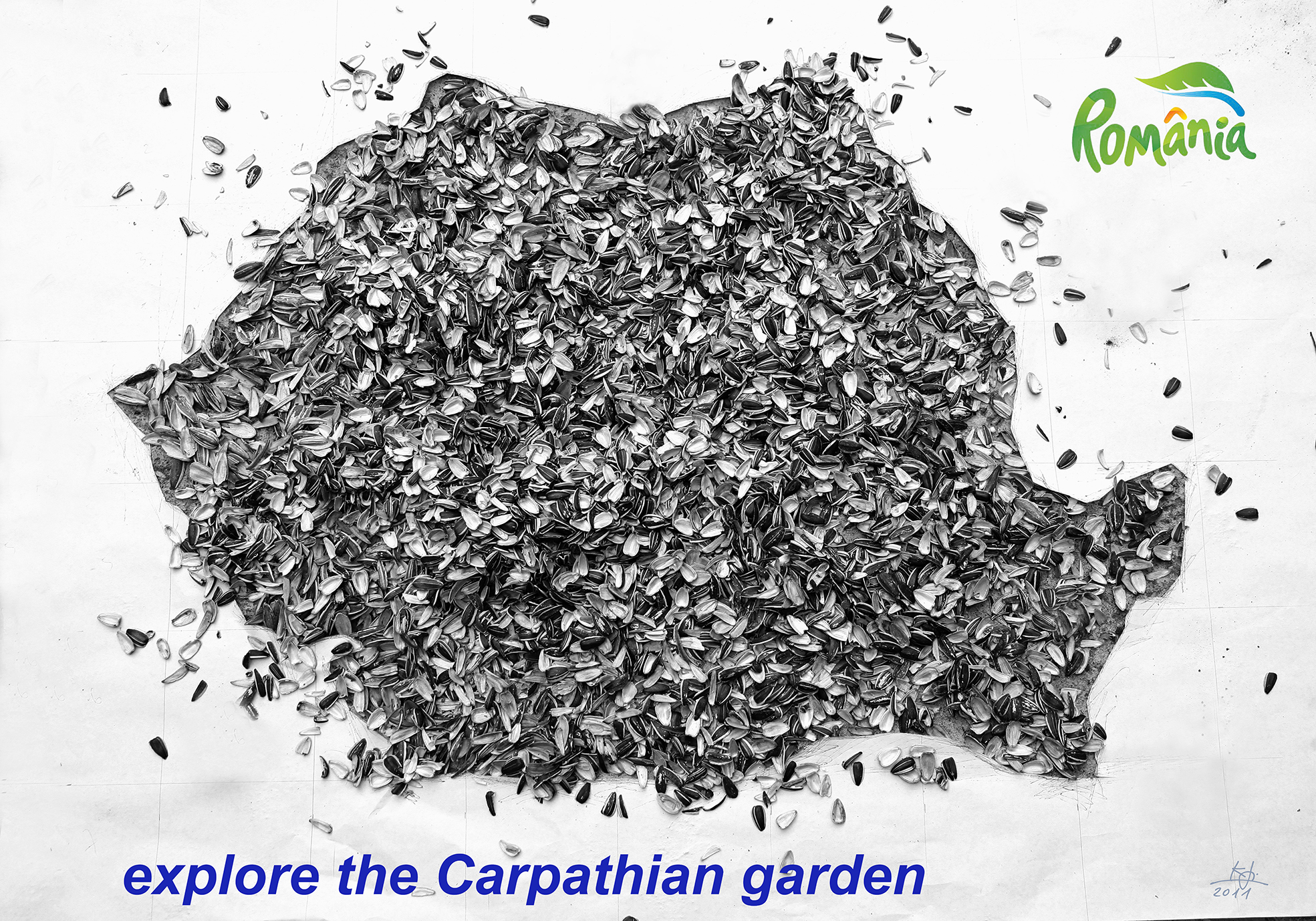
Országmárka, 2011
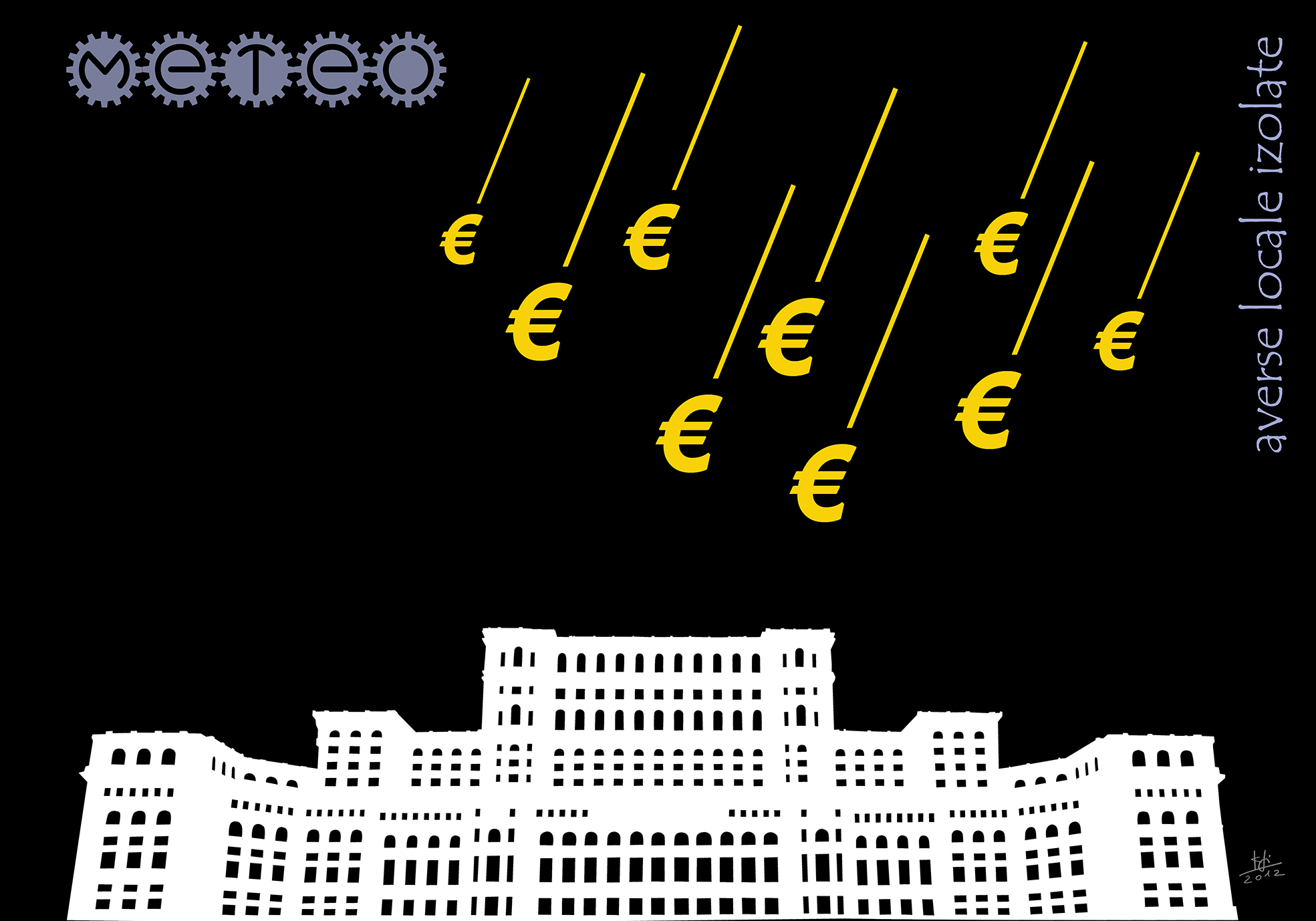
Sárga riasztás, 2012